# Bölkow
Bölkow — німецька компанія-виробник літальних апаратів яка базувалася у Штутгарті, Німеччина і пізніше у Оттобрунні.

## Історія
Компанію створив у 1948 Людвиг Бьольков, який з 1955 разом з Емілем Вейландом розробляли вертольоти для Bölkow Entwicklungen KG.
У червні 1968 Bölkow об'єдналися з Messerschmitt AG утворивши Messerschmitt-Bölkow, утворивши таким чином найбільшу у Західній Німеччині авіаційну компанію, з продажами у $150 млн дол. (1968). Такий крок був підтриманий урядом Західної Німеччини. У травні 1969 нова компанія об'єдналася з Blohm + Voss, ставши Messerschmitt-Bölkow-Blohm (MBB). MBB було придбано Daimler-Benz на початку 1990-х, ставши частиною DASA, який, у свою чергу, став частиною EADS у 2000.

## Продукція

### Літаки
- Bölkow Bo 207
- Bölkow Bo 208 Junior
- Bölkow Bo 209 Monsun

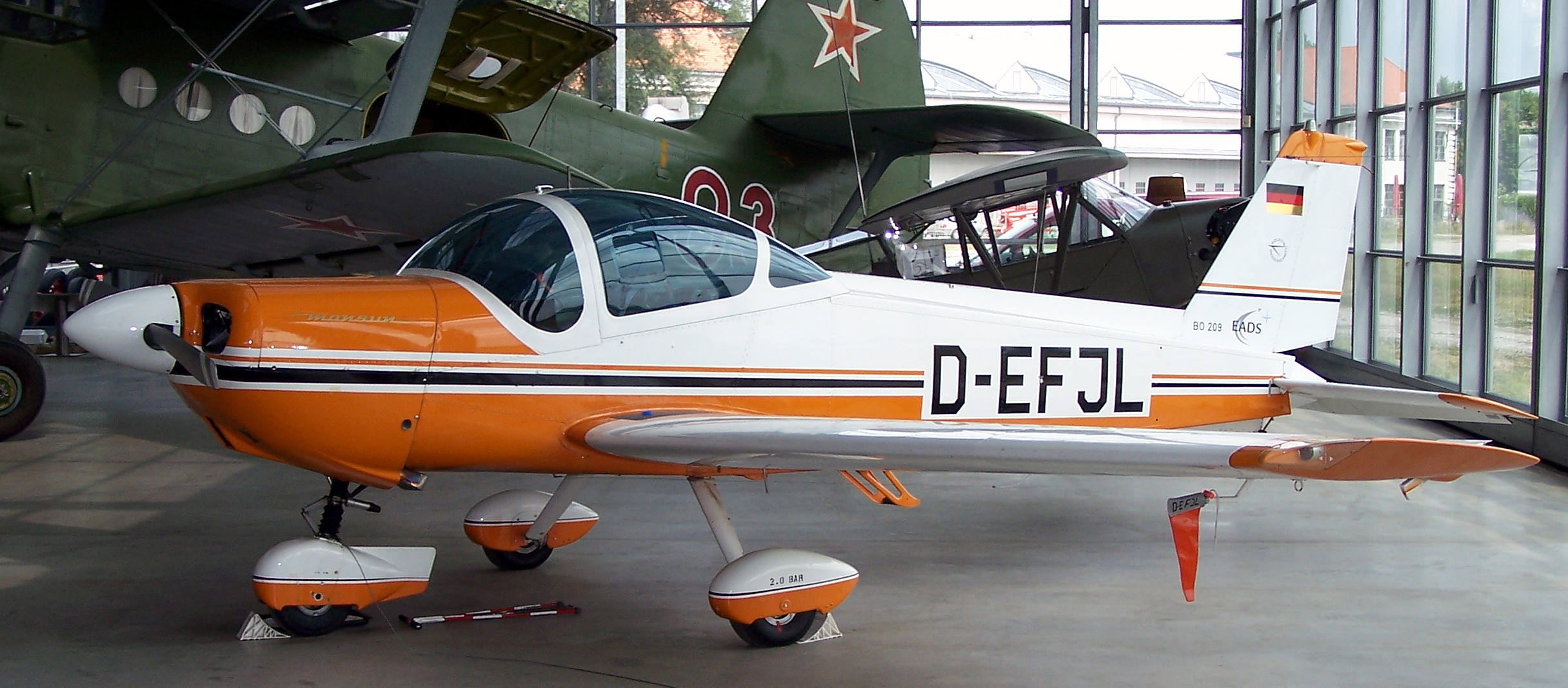
Bölkow Bo 209 Monsun, перший політ у 1967

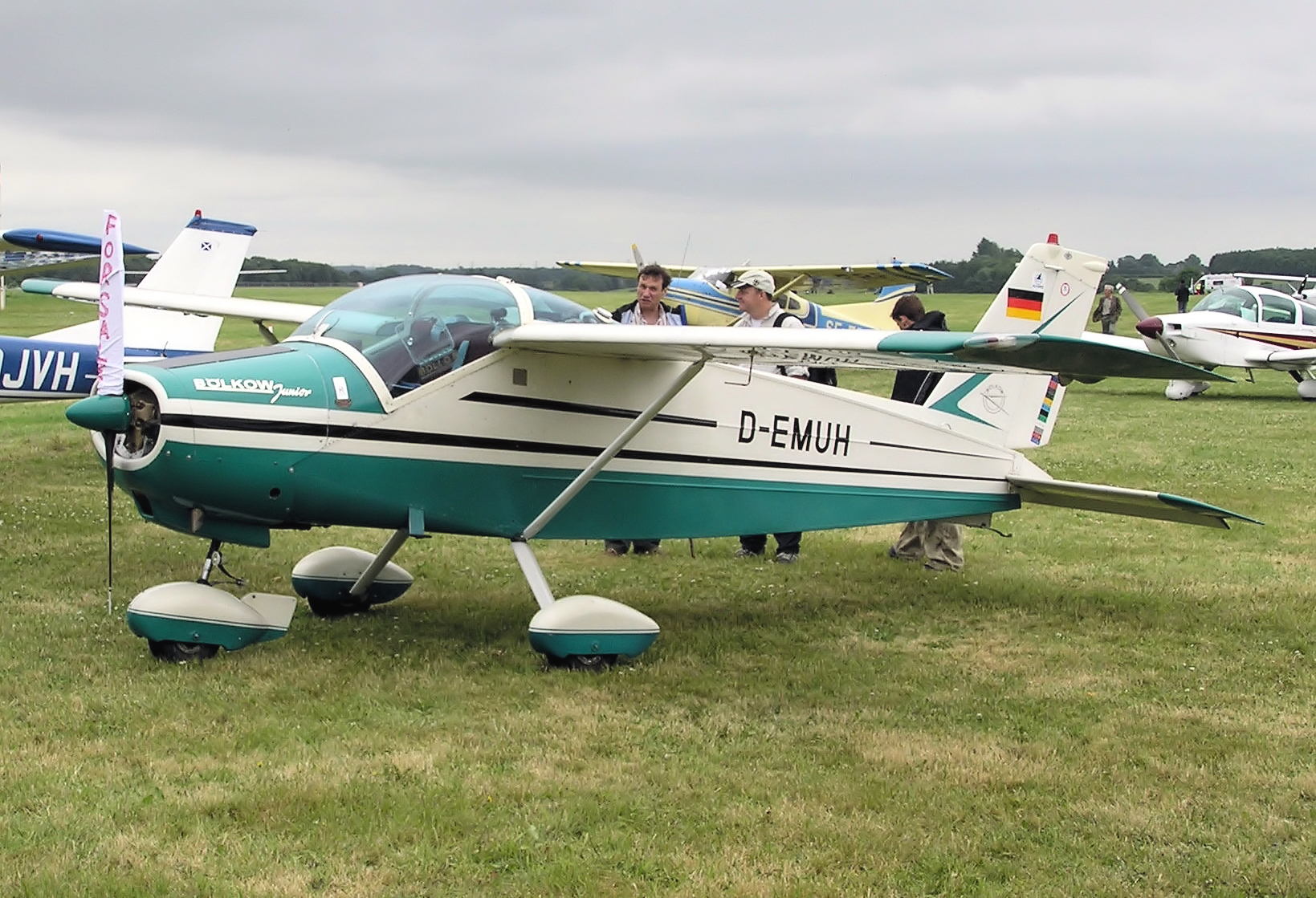
Bölkow Bo.208c Junior, побудований у 1966

- Bölkow Phoebus, варіанти A, A1, B, B1, B3, C планери

### Вертольоти
- Bölkow Bo 46
- Bölkow Heidelbergrotor експериментальна гвинтова система
- Bölkow Bo 70 Проєкт експериментального «Heidelberg Rotor»
- Bölkow Bo 102
- Bölkow Bo 103
- MBB Bo 105
- MBB/Kawasaki BK 117 Спільний проєкт з Kawasaki

### Ракети
- Cobra (missile)
- HOT (ПТКР)
- MILAN
- Roland (missile)